# Wacław Niemojowski
Wacław Józef Niemojowski herbu Wierusz (ur. 26 sierpnia 1865 we Wrocławiu, zm. 14 grudnia 1939 w Marchwaczu koło Kalisza) – ziemianin kaliski, wnuk Bonawentury Niemojowskiego.
W latach 1900–1910 prezes Towarzystwa Rolniczego w Kaliszu. W 1917 został marszałkiem koronnym (przewodniczącym) Tymczasowej Rady Stanu Królestwa Polskiego. Przewodniczył z urzędu wydziałowi wykonawczemu Tymczasowej Rady Stanu w 1917 roku. Od 1918 związany był z konserwatywnym ruchem narodowo-chrześcijańskim, w 1925 został prezesem organizacji monarchistów w Poznaniu, w 1926 prezesem Rady Naczelnej polskich monarchistów. W 1927 wycofał się z życia publicznego. Był ostatnim właścicielem rodzinnego majątku w Marchwaczu, pozostającego w rękach Niemojowskich od 1819 roku.